# Villanova del Quieto
Villanova del Quieto (anche nota come Villanova, in croato Nova Vas) è un insediamento mistilingue nel comune di Verteneglio, in Istria.

## Storia

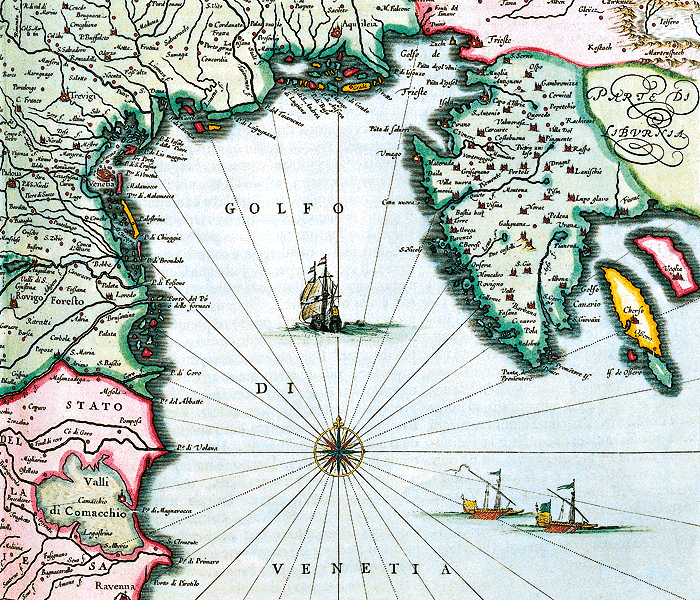
Cartina storica della Serenissima Repubblica di Venezia

Villanova fu popolata da istriani autoctoni fin dai tempi dell'antica Roma. Nel 1358 entrò a far parte della Repubblica di Venezia sotto la quale rimase per cinque secoli. Come il resto dell'Istria, subì le conseguenze devastanti della peste, e venne ripopolata (Colonizzazione istriana) con genti slave della Dalmazia veneta (che scappavano dall'avanzata turca) od italiane del Nord Italia veneto. Da qui probabilmente l'aggettivo "nova" (nuova).
Dal 1797 al 1803, fece parte dell'Impero austriaco (in seguito al Trattato di Campoformio). Nel 1805 entrò a far parte del Regno d'Italia napoleonico. Dopo la sconfitta di Napoleone nel 1813 il paese tornò nuovamente sotto il controllo dell'Impero austro-ungarico.
Durante la prima guerra mondiale, i suoi coscritti vennero inquadrati nel 97º Reggimento, ed inviati sul fronte ucraino (Galizia). Il Paese festeggiò l'annessione dell'Istria all'Italia nel 1918, quando entrò a far parte della provincia di Pola. Durante il ventennio fascista, ebbe luogo la bonifica della Valle del Quieto e fu costruita la prima fontana del paese.
A seguito della caduta del regime fascista, e dopo un breve periodo di controllo partigiano, la zona venne a far parte della Zona d'operazioni del Litorale adriatico.
Nel 1947 entrò a far parte della zona B del Territorio Libero di Trieste, del quale fece parte fino al 1954, quando passò sotto il diretto controllo della Jugoslavia, periodo nel quale si ebbe un forte decremento della popolazione cittadina, dovuto all'esodo verso l'Italia: la popolazione faceva parte di un contado che aveva Trieste come capitale, e Trieste era passata all'Italia; inoltre, grandi erano le insicurezze causate dal regime jugoslavo (foibe, riforma agraria, ecc.). 
Dal 1991 fa parte della Croazia. 

### Stemma
Attualmente non esiste più uno stemma ufficiale. Il primo e ultimo stemma ufficiale fu una cornice ovale la quale racchiudeva una croce greca nera. Fu usato tra il 1920 e il 1945, periodo nel quale l'Istria faceva parte dell'Italia.

## Etnie e minoranze straniere
|            |            |  |        |        |
| ---------- | ---------- |  | ------ | ------ |
| Italiani   | Italiani   |  | 50,69% | 50,69% |
| Croati     | Croati     |  | 28,47% | 28,47% |
| Sloveni    | Sloveni    |  | 4,16%  | 4,16%  |
| Albanesi   | Albanesi   |  | 2,08%  | 2,08%  |
| Bosgnacchi | Bosgnacchi |  | 1,73%  | 1,73%  |
| Serbi      | Serbi      |  | 1,73%  | 1,73%  |
| Jugoslavi  | Jugoslavi  |  | 1,38%  | 1,38%  |
| Istriani   | Istriani   |  | 5,55%  | 5,55%  |

## Monumenti e luoghi di interesse

### Edifici religiosi
- La chiesa di San Michele Arcangelo fu edificata nel 1552. Originariamente la chiesa portava il nome di Nostra Signora della Misericordia. Il campanile, il quale conta tre campane, è alto 18 metri ed è stato edificato nel 1639.
- La chiesa del Santo Spirito è stata dipinta dal maestro Biagio di Ragusa nel XVI secolo. Sul murale a nord della chiesa c'è una raffigurazione sull'adorazione dei Re Magi. Sotto a questi sono raffigurati i profeti mentre gli apostoli sono stati a loro volta dipinti all'interno di una corona di alloro[3].
- La chiesa di San Michele è stata costruita nel XIV secolo e fino al 1540 fu la chiesa parrocchiale del paese.
- Il cimitero, nella zona di Serbani, si affaccia sulla Valle del Quieto e da esso si osserva il mare. Le tombe recano cognomi italiani e croati, nelle varie versioni risultato delle italianizzazioni o slavizzazioni succedutesi nel tempo, volontarie, subite o "naturali".

### Altro
- Vicino alla Chiesa al centro del paese, giace una lapide in ricordo delle 18 persone fucilate il 4 ottobre 1943 da una colonna di (probabilmente) Waffen SS.[4]

## Società

### Evoluzione demografica
| Evoluzione demografica | Evoluzione demografica | Evoluzione demografica | Evoluzione demografica | Evoluzione demografica | Evoluzione demografica | Evoluzione demografica | Evoluzione demografica | Evoluzione demografica | Evoluzione demografica | Evoluzione demografica | Evoluzione demografica | Evoluzione demografica | Evoluzione demografica | Evoluzione demografica | Evoluzione demografica |
| ---------------------- | ---------------------- | ---------------------- | ---------------------- | ---------------------- | ---------------------- | ---------------------- | ---------------------- | ---------------------- | ---------------------- | ---------------------- | ---------------------- | ---------------------- | ---------------------- | ---------------------- | ---------------------- |
| 1857                   | 1869                   | 1880                   | 1890                   | 1900                   | 1910                   | 1921                   | 1931                   | 1948                   | 1953                   | 1961                   | 1971                   | 1981                   | 1991                   | 2001                   | 2011                   |
| 353                    | 380                    | 446                    | 494                    | 540                    | 667                    | 717                    | 786                    | 751                    | 466                    | 432                    | 315                    | 292                    | 288                    | 355                    | 349                    |